# Émile Vloors
Albert Émile Vloors (ou Emil Vloors), né à Borgerhout le 31 mai 1871 et mort à Anvers le 29 décembre 1952, est un peintre et sculpteur belge.

## Biographie

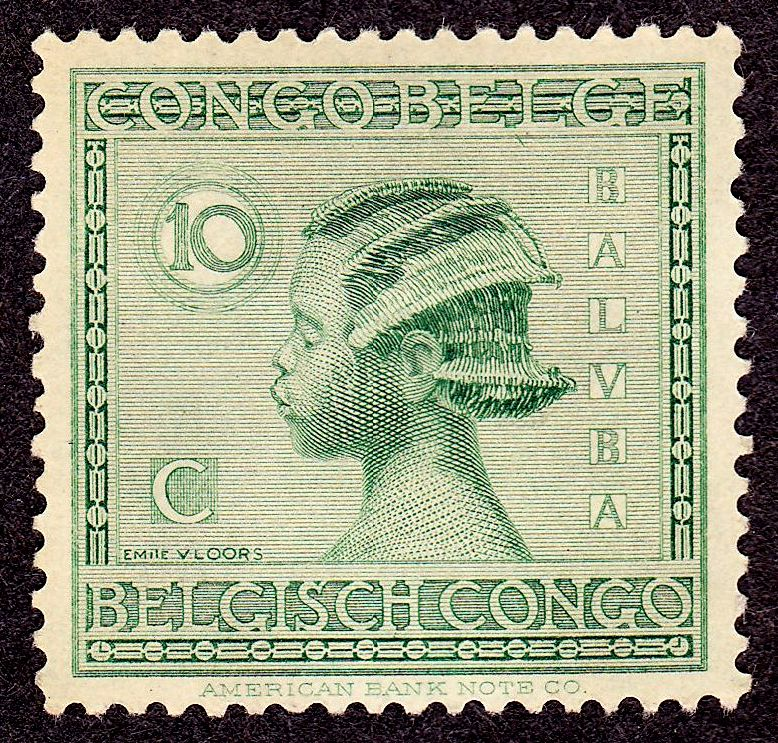
10 c Congo belge, série 1923.

Né à Borgerhout (banlieue d'Anvers), Émile Vloors étudie l'art à l'Institut supérieur de la ville dans l'atelier d'Albert et Julien Devriendt puis séjourne à Paris où il travaille dans l'atelier de Léon Bonnat. D'abord marqué par l'impressionnisme, il se tourne ensuite vers des réalisations plus académiques, bien qu'il excelle dans les portraits de femmes, notamment les nus. Il se sert comme modèle de Louise Laridon qui deviendra son épouse et qui peindra à son tour. En 1898, il obtient le premier Prix de Rome belge en peinture, ce qui lui vaut une certaine renommée.
En 1908, il décroche le premier prix de sculpture dans un concours de statuaire organisé en hommage à Peter Benoit, le jury international étant présidé par Auguste Rodin. Mais la commande fut annulée car jugée trop onéreuse et Rodin aurait réagi en qualifiant d'« imbéciles » les responsables du budget. Vloors travailla alors à une nouvelle version moins coûteuse mais là encore, l’État déclina et l'artiste ne fut jamais payé (l'artiste réclama son du jusqu'en 1943). Le monument à Peter Benoit finit par être réalisé mais par Henry Van de Velde.
En 1913, l’État belge lui commanda ensuite l’exécution d'une partie des plafonds de l'Opéra royal flamand d'Anvers, nouvellement construit.
Avec entre autres Jean Delville, Émile Fabry, Albert Ciamberlani, Omer Dierickx et Constant Montald, Émile Vloors est en 1920 l'un des membres fondateurs de la société de L'Art monumental, qui promeut un art décoratif monumental, lié à l'architecture. Créée à l'initiative de Jean Delville, cette société regroupe des peintres, architectes et sculpteurs. 
En 1923, l'État lui confia la direction de l'Académie royale des beaux-arts d'Anvers, poste qu'il conservera jusqu'en 1936.
On lui doit aussi une série de timbres postaux et de dessins de billets de banque d'une rare sensualité.
Le Musée royal des beaux-arts d'Anvers possède de lui quelques grands formats monumentaux.
Il fut membre du cercle anversois De Scalden.

## Conservation
- Bulles d'illusion, 65,5 x 67,5 cm, crayon, aquarelle et gouache sur papier, 1906 (Musées royaux des beaux-arts de Belgique)
- Mosaïque des panneaux de la colonnade du Cinquantenaire sur des dessins de J. Delville, 1921-1926 (Parc du Cinquantenaire, Bruxelles)